# Transamerican Express
Transamerican Express (ang. Silver Streak) – amerykańska komedia kryminalna z 1976 roku w reżyserii Arthura Hillera.

## Obsada
- Gene Wilder - George Caldwell
- Jill Clayburgh - Hilly Burns
- Richard Pryor - Grover Muldoon
- Patrick McGoohan - Roger Devereau
- Ned Beatty - Bob Sweet
- Clifton James - Szeryf Oliver Chauncey
- Ray Walston - Pan Edgar Whiney
- Stefan Gierasch - Prof. Schreiner & Johnson
- Len Birman - Szef Donaldson
- Valerie Curtin - Plain Jane
- Lucille Benson - Rita Babtree
- Scatman Crothers - Ralston
- Richard Kiel - Reace
- Fred Willard - Jerry Jarvis

i inni

## Produkcja
Zdjęcia kręcono w Kanadzie (Toronto, Calgary).

## Nagrody i nominacje
Oscary za rok 1976
- Najlepszy dźwięk - Donald O. Mitchell, Douglas O. Williams, Richard Tyler, Harold M. Etherington (nominacja)

Złote Globy 1976
- Najlepszy aktor w komedii/musicalu - Gene Wilder (nominacja)